# Idaea saleri
Idaea saleri là một loài bướm đêm trong họ Geometridae.